# Тукція
Тукція (лат. Tuccia) — давньоримська весталка, імовірно жила в III столітті до н. е.

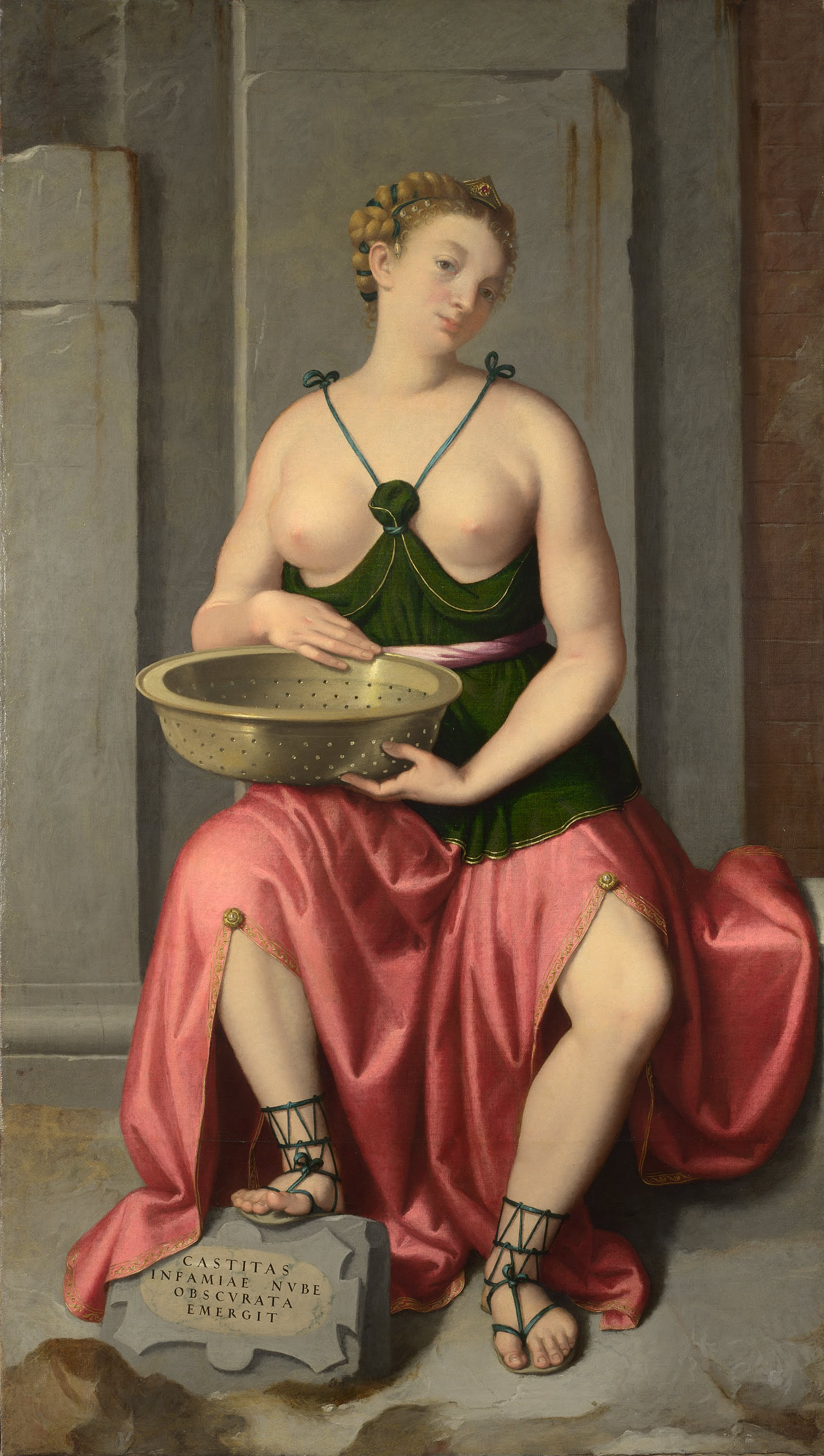
Джованні Баттіста Мороні
«Діва-весталка Тукція», біля 1555

Присвячену Тукції історію включив в свою працю «Римські стародавності» грецький історик Діонісій Галікарнаський (Книга II, глава 69). Згідно з ним, якась людина висунула звинувачення проти весталки, але не маючи можливості обгрунтувати їх згасанням вогню в храмі Вести, надав підроблені свідоцтва і докази. Суд понтифіків наказав весталці захищатися, вона ж відповіла, що справою доведе свою невинність. Закликавши на допомогу богиню, вона прийшла до Тибру, зачерпнула воду решетом і на очах усього населення міста донесла її до форуму, де вилила до ніг понтифіків. Той, хто звинуватив весталку не був знайдений «ні живим, ні мертвим», незважаючи на посилені пошуки.
Сюжет про Тукцію також наводиться в роботах ряду римських авторів. У творах I століття н. е. — «Природній історії» Плінія Старшого (книга XXVIII, глава 3) і « Facta et dicta memorabilia» Валерія Максима (книга XVII, глава 1) — говориться про чудесне спасіння звинуваченої в інцесті Тукції з допомогою богині Вести. Звинувачення в порушенні обітниці цнотливості загрожувало весталці смертю. Взявши в руки решето, вона почала благати богиню: «Веста, якщо священнодійства твої я завжди виконувала чистими руками, зроби, щоб я зачерпнула їм води з Тибру і принесла до храму твого». Виконавши сказане, вона довела свою невинність. У Плінія вказано рік події — 609 від заснування Риму (145 р. до н. е.). Датування події у Тита Лівія інше, ймовірно, процес над весталкою відбувався в 230 або 228 році. Присвячена історії Риму за 240—219 роки до н. е. XX книга Лівія була втрачена. Однак запис про епізод з Тукцією зберігся в періохі цієї книги (стислому змісті). Характер інформації, втім, відрізняється від інших джерел: «Весталка Тукція засуджена за злочинний блуд». Ювенал в «Сатирі VI» (звана також «Проти жінок») згадує Тукцію як одну з хтивих жінок.
Пізніші автори — Тертуліан і Августин — ставлять під сумнів достовірність наведеної у Плінія розповіді.
До образу Тукції звертається Петрарка в Тріумфах як до символу цнотливості. Сюжет з весталкою, що несе воду в решеті відобразили багато європейських художників і скульпторів, наприклад, Джованні Баттіста Мороні і Антоніо Коррадіні.
Сито як уособлення дівоцтва, що асоціюється з Тукцією також використовувалося художниками на кількох портретах англійської «королеви-діви» Єлизавети I, написаних у другій половині XVI століття.
Іменем весталки названий кратер на астероїді (4) Веста.